# Yên Lăng
Yên Lăng tiếng Trung: 鄢陵县; bính âm: Yānlíng xiàn là một khu (quận) thuộc địa cấp thị Hứa Xương, tỉnh Hà Nam, Trung Quốc.

### Trấn
- An Lăng (安陵镇)
- Mã Lan (马栏镇)
- Bá Lương (柏梁镇)
- Trần Hóa Điếm (陈化店镇)
- Vọng Điền (望田镇)

### Hương
| - Trương Kiều (张桥乡) - Nam Ổ (南坞乡) - Đào Thành (陶城乡) - Chỉ Nhạc (只乐乡) | - Đại Mã (大马乡) - Bành Điếm (彭店乡) - Mã Phường (马坊乡) |